# Alblasserwaard

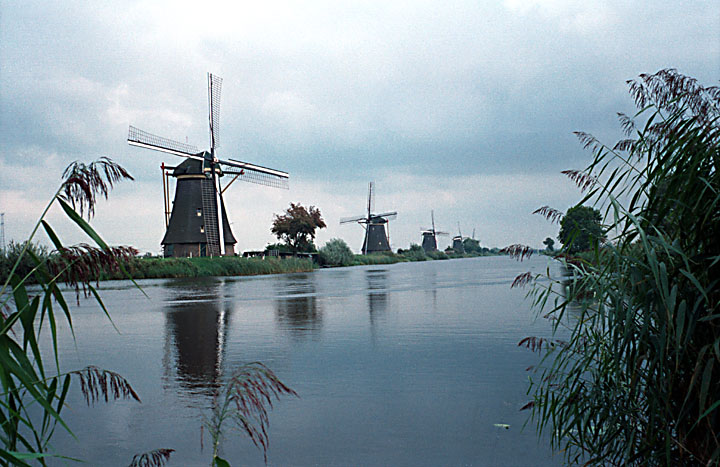
Moinhos de Kinderdijk

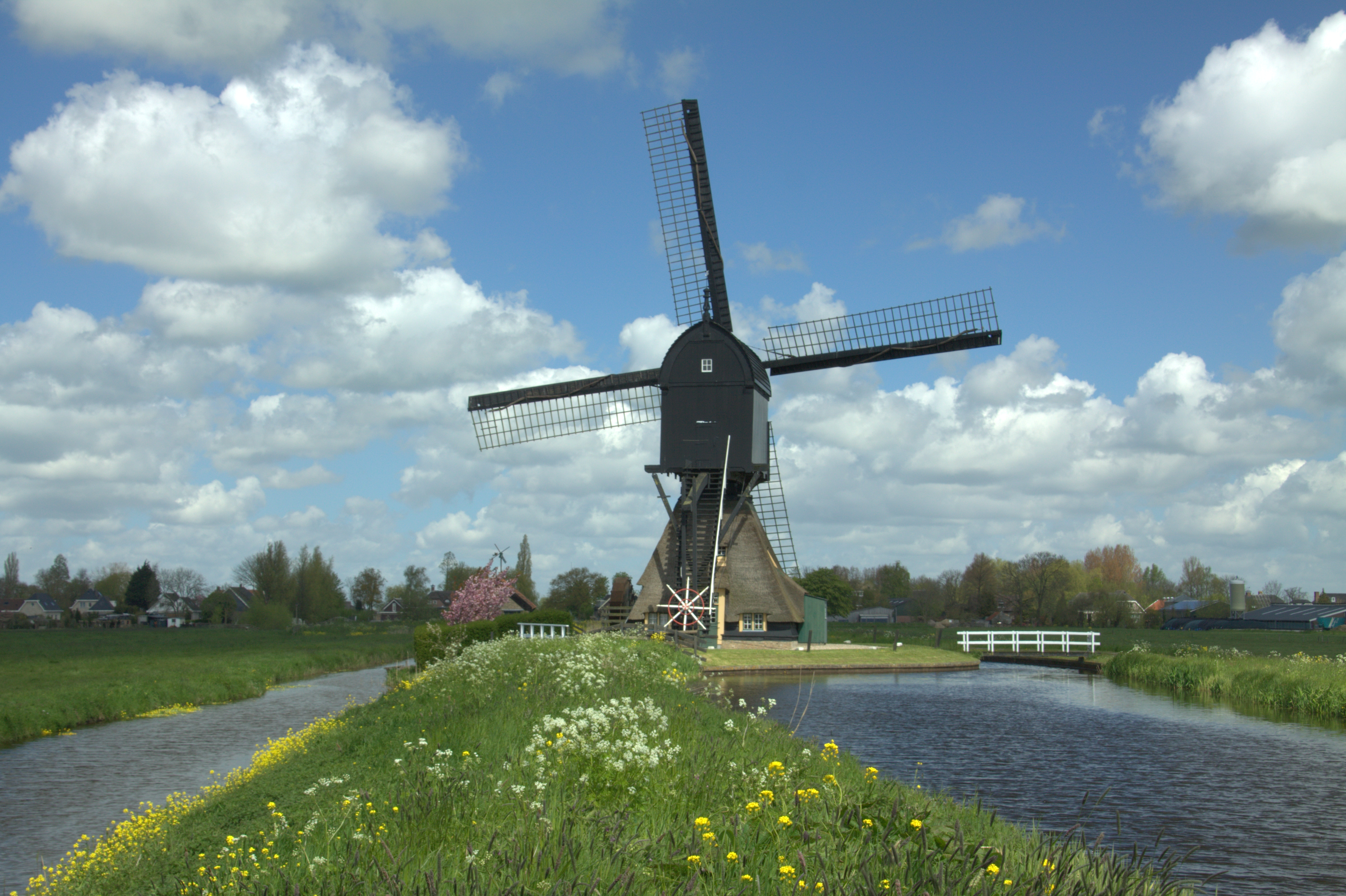
Moinho em Molenaarsgraaf

Alblasserwaard é uma região dos Países Baixos, na província da Holanda do Sul. Sua área é um pôlder, conhecida principalmente pelos moinhos de Kinderdijk, e o nome Alblasserwaard se refere ao lago Alblas.
No Alblasserwaard, fica o famoso Kinderdijk, local considerado Patrimônio Mundial pela Organização das Nações Unidas para a Educação, a Ciência e a Cultura (UNESCO) em 1997.
As municípios são Alblasserdam, Gorinchem (em parte), Hardinxveld-Giessendam, Molenlanden, Papendrecht, Sliedrecht e Vijfheerenlanden (em parte).